# 国本武春
国本 武春（くにもと たけはる、本名：加藤 武〈かとう たけし〉、1960年11月1日 - 2015年12月24日）は、日本の浪曲師である。父は天中軒龍月、母は国本晴美（共に浪曲師）。日本浪曲協会に所属し、生前は同協会副会長を務めた。

## 人物
千葉県香取郡下総町（現：成田市）出身。日本工学院専門学校演劇科卒業。
浪曲師に曲師（三味線）が付くという従来型の浪曲にとどまらず、三味線の弾き語り（伝統的な浪曲では異端である）にギターのフレーズを取り入れた独自の奏法を開発し、ロック、R&B、ブルーグラスなど様々な音楽ジャンルで活動する。浪曲師として多くのCD・DVDを発表したほか、テレビドラマやバラエティ番組、アニメ番組での声優業など幅広い活動を見せた。
2010年12月、公演中に意識を失って入院する。リハビリを経て5カ月後に舞台に復帰したが、2015年12月に脳出血で病院に緊急搬送され、同月24日、脳出血による急性呼吸不全のため、東京都江東区の病院で死去した。55歳没。戒名は「与願院弦歌武道居士」。
2016年2月3日には浅草ビューホテル・飛翔の間にて、全員参加・ファンも参列できる形式で「国本武春 お別れの会」が執り行われた。会の主催は日本浪曲協会・木馬亭・武春堂。
生前に「うなりやベベン」名義で出演していたNHK Eテレ『にほんごであそぼ』については「ご本人とご遺族の意向を尊重して『にほんごであそぼ』では、うなりやベベンは生き続けます」として、没後も武春の映像を使い続けることがアナウンスされた。

## 経歴
- 1981年 - 東家幸楽に入門、国本武春を名乗り浪曲師となる。
- 1986年 - 津軽三味線全国大会に出場し、ディープ・パープルの曲を演奏する[7]。
- 1995年12月 - 平成7年度文化庁芸術祭賞演芸部門新人賞、並びに第12回浅草芸能大賞新人賞を受賞。
- 1999年
  - 4月 - NHKの演芸バラエティ番組『笑いがいちばん』の主題歌を担当。出演も兼ねる。
  - 6月 - 国立劇場主催「平成10年度花形演芸大賞」大賞受賞（「佐倉義民伝〜甚平の渡し」）
- 2000年3月 - 平成11年度（第50回）芸術選奨新人賞（大衆芸能部門）受賞。
- 2002年 - 山村浩二が手かげた古典落語の名作『頭山』のアニメ版で語り手を担当する。
- 2002年6月 - 国立劇場主催「平成13年度花形演芸大賞」大賞受賞（「松山鏡」）。
- 2003年9月12日 -  文化庁による第一回文化交流使として米国テネシー州イーストテネシー州立大学へ留学。1年間に渡り活動し、ブルーグラス・バンド「国本武春&ザ･ラストフロンティア（KUNIMOTO TAKEHARU & The Last Frontier）」を結成。
- 2004年
  - 7月 - 「国本武春&ザ･ラストフロンティア」名義のアルバム『アパラチアン三味線』を米国でリリース。
  - 11月 - 東京・渋谷のパルコ劇場で三味線“弾き語り”ライヴ・エンターテイメント「どかーん!武春劇場 in PARCO Vol.1」を公演。
- 2005年
  - 5月 - 「国本武春・アパラチア三味線 2005」国内ツアーをスタート。
  - 6月 - 東京・渋谷のパルコ劇場で「どかーん!武春劇場 in PARCO Vol.2」を公演（「国本武春 with ザ･ラストフロンティア」名義）。
- 2006年2月 - 東京・渋谷のパルコ劇場で「どかーん!武春劇場 in PARCO Vol.3」を公演。
- 2007年7月 - 東京・福岡など全国5カ所で「どかーん!武春劇場 Vol.4 〜日本浪曲史と気さくな黒船〜」を公演（「国本武春 with ザ・ラストフロンティア」名義）。
- 2009年 - 西久保瑞穂が手かげた歴史アニメドキュメンタリー『宮本武蔵 -双剣に馳せる夢-』で浪曲を担当。
- 2012年
  - 1月 - 初の著書『待ってました 名調子!』（アールズ出版）を出版。
  - 2月 - 第33回松尾芸能賞優秀賞受賞。
  - 4月1日〜8日 - 木馬亭で「国本武春まつり」を開催。
- 2015年12月24日 - 東京都内の病院で死去[2][3]。55歳没。喪主は妻、桂子（けいこ）[8]。

## 出演

### テレビドラマ
- びいどろで候〜長崎屋夢日記（1990年、NHK総合） - 浪花屋三味三 役
- 大河ドラマ 元禄繚乱（1999年、NHK総合） - 宝井其角 役
- 五瓣の椿（2001年11月30日、NHK総合） - 岸沢蝶太夫 役

### バラエティ
- 輝け!ロック爆笑族3（1994年、フジテレビ）
- タモリの音楽は世界だ（テレビ東京）
- 足立区のたけし、世界の北野（フジテレビ）
- たけしの誰でもピカソ（テレビ東京）
- ぐっさん家〜THE GOODSUN HOUSE〜（東海テレビ） - ナレーション
- ポンキッキーズ（フジテレビ）
- 笑いがいちばん（NHK総合）
- きよしとこの夜（NHK総合）
- 英語でしゃべらナイト（NHK総合）
- にほんごであそぼ（NHK教育） - うなりやベベン 役
- えいごであそぼ（NHK教育） - 「えいごふだ」ナレーション
- バラエティー生活笑百科（NHK総合）

### テレビアニメ
- アソボット戦記五九（2002年 - 2003年） - トンゴー 役[9]
- おでんくん（2005年 - 2009年） - ヌシ 役
- ねぎぼうずのあさたろう（2008年 - 2009年） - 浪曲ナレーション、うなりじゃがいものみの吉 役
- あにゃまる探偵 キルミンずぅ 第23話（2010年3月15日） - 塚本マサキ 役
- がんばれ!おでんくん（2013年） - ヌシ 役

### 劇場版アニメ
- 頭山（2002年） - 語り手
- ONE PIECE THE MOVIE オマツリ男爵と秘密の島（2005年3月5日） - お茶の間パパ 役
- 宮本武蔵 -双剣に馳せる夢-（2009年）
- ロラックスおじさんの秘密の種（2012年）- 配達員サイ 役

### ラジオ
- 浪曲十八番（NHK-FM）
- ラジオ深夜便（NHKラジオ第1）
- ラジオほっとタイム（NHKラジオ第1）
- ビュッフェ131（NHKラジオ第1）
- 今日は一日浪曲三昧（NHK-FM）
- 浪花節新時代〜国本武春（NHKラジオ第2）
- 泉谷しげる道場→泉谷しげるの土曜はまかせろ!!（ニッポン放送）
- 土曜ワイドラジオTOKYO 永六輔その新世界（TBSラジオ）
- 大竹まこと ゴールデンラジオ!（文化放送）
- 木村政雄の楽園計画（文化放送）

### 舞台
- 劇団岸野組 「お涼・平六捕物絵巻」（1996年）
- ABCミュージカル 「狸」（1996年）
- ワハハ本舗 「お笑い!神風特攻隊」（1996年）
- 劇団ラッパ屋 「阿呆浪士」（1998年）
- 朝日新聞創刊120周年記念 「オッペケペー」（1998年）
- 音楽劇 「ザ・忠臣蔵」（1999年）
- 太平洋序曲（2000年）
- サクラ大戦歌謡ショウ（2001年 - 2003年） - 東中軒雲国斉 役
- 人形劇団プーク「ねぎぼうずのあさたろう」(2002年～) 浪曲

### ゲーム
- 鬼眼城（1999年） ※三味線で参加

## CD

### アルバム
- 『福助』
- 『グレートヒット』
- 『フォーライフ』
- 『国本づくし』
- 『ザ・忠臣蔵 殿中、刃傷〜田村邸の別れ』
- 『大忠臣蔵』
- 『アジアの祈り』
- 『国本』
- 『武春』
- 『ミラクル忠臣蔵』
- 『巌流島うた絵巻』
- 『国本武春 古典浪曲傑作撰』
- 『NHKにほんごであそぼ「まってました!」〜うなりやベベン 名曲集〜』（2016年11月23日） ※うなりやベベン名義

※以下はThe Last Frontierとの共作。
- 「アパラチアン三味線」
- 「ETSU Bluegrass Celebration」
- 「Sushi & Gravy」
- 「Soy Sauce Blues」

### シングル
- 「無礼者 ’91」
- 「浪曲惑星」
- 「間違えないでおくんなさい」
『ポンキッキーズ』（フジテレビ系）メロディ
- 「たいたいづくし/元気を出して節」
『クマのプー太郎』（フジテレビ系）テーマ曲
- 「ろうきょく さるかに」
雑誌『よいこのポピー』2002年1月号付録

## DVD
- 『どかーん!武春劇場 tour 2007』
- 『国本武春の三味線パラダイス 国本スタイル三味線入門』
- 『浪曲三味線 沢村豊子の世界』

## 著書
- 『待ってました 名調子!』（アールズ出版）2012年 ISBN 978-4862042156

## その他
- 『東京むさし音頭』[3][10] - 歌唱。東京むさし農業協同組合（JA東京むさし）制作。歌詞は三鷹、小平、国分寺、小金井、武蔵野5市民から公募。作曲は久米大作。むさしJA太郎名義でリリースされた。
- 『おまかせ元気マン』 - 作詞・作曲。NHK教育『おかあさんといっしょ』2002年7・8月の「今月の歌」。
- 『銀河銭湯パンタくん』 - 歌唱。NHK教育『銀河銭湯パンタくん』主題歌。